# Samurai Jack
Samurai Jack é uma série de desenho animado norte-americana que foi criada por Genndy Tartakovsky (criador de O Laboratório de Dexter e co-criador de Sym-bionic Titan) e estreou no Cartoon Network em 10 de Agosto de 2001 e em 6 de setembro de 2002 no Cartoon Network (Brasil). Também foi exibida pelo SBT, nos programas Bom Dia e Cia, Festolândia, Sábado Animado e pelo canal sul-americano Tooncast. Em Portugal, foi exibido pela RTP1 e pela RTP2 com dobragem portuguesa e pela Cartoon Network na língua original.
A animação segue "Jack" um samurai lançado para um futuro distópico dominado pelo mestre das trevas Aku (no Brasil chamado de Abu). Jack procura voltar no tempo e destruir Aku antes que ele tome o mundo. A série terminou, sem uma conclusão, em 25 de Setembro de 2004. Um revival foi produzido doze anos depois, com uma quinta temporada que conclui a série, que estreou no bloco de Toonami do canal Adult Swim em 11 de março de 2017 e foi finalizado 20 de maio de 2017. A quinta temporada foi exibida no Brasil e América Latina no bloco Adult Swim do canal I-Sat em 5 de maio de 2017, em idioma original com legendas em português e em espanhol para os países da América Latina, a temporada composta de 10 episódios não teve dublagem brasileira. Em Portugal, a quinta temporada não viria a estrear, até à chegada da série inteira na HBO Max a 29 de Junho de 2022.
Todos os episódios da série foram dirigidos por Tartakovsky, geralmente com a colaboração de outros. A série foi aclamada pela crítica recebendo quatro Prémios Emmy do Primetime entre outros prémios.

## Premissa
Há muito tempo, em uma terra distante, eu, Abu, o grande mestre das trevas, libertei as terríveis forças do mal. Mas um simplório guerreiro samurai, empunhando uma espada mágica, opôs-se a mim. Antes do combate final, eu abri um portal no tempo, e o lancei no futuro, onde o mal é lei. Agora o tolo busca retornar ao passado, e destruir o futuro, que é... Abu!
— Abu na abertura brasileira (dublado por Mauro Ramos)
Samurai Jack conta a história de um jovem príncipe (dublado por Guilherme Briggs no Brasil e por Phil LaMarr nos EUA) de um Japão feudal cujo pai recebeu uma katana mágica usada para vencer e aprisionar o Demónio Abu (Mauro Ramos e Mako Iwamatsu). Alguns anos depois, Abu escapa, e o Imperador manda seu filho pelo mundo para treinar para que ele retorne e use a espada mágica para derrotar Abu. Em seu retorno, ele luta e quase vence Abu, mas este cria um portal no tempo para lançá-lo num futuro distante, esperando que nesta época, ele consiga lidar com o samurai.
O príncipe samurai voa até uma Terra distópica e retro-futurística dominada por Abu. As primeiras pessoas que o encontram o chamam de "Jack" e ele adota esse nome. Seu nome real nunca foi mencionado. A maioria dos episódios mostram Jack enfrentando vários obstáculos em sua jornada para voltar a seu próprio tempo e vencer Abu. Toda vez que Jack está próximo do fim de sua busca, algo acontece e ele perde sua chance, o obrigando a continuar a sua jornada.
A série se passa em um mundo retro-futurístico habitado por robôs, extraterrestres, animais falantes, monstros, criaturas mágicas e divindades. Algumas áreas possuem tecnologia avançada como carros voadores, enquanto outras parecem cidades antigas. Além do mais, Abu trouxe criaturas de diversos planetas para habitar a Terra enquanto destrói o mundo onde viviam. Criminosos e fugitivos correm soltos na terra de Abu. Criaturas mitológicas e sobrenaturais fazem aparições normalmente, coexistindo com os habitats tecnológicos.

## Personagens

### Samurai Jack
Depois que Abu domina sua terra natal, Jack recebe uma espada mágica do seu pai (a única espada capaz de destruir Abu) e é enviado para diferentes locais no mundo todo, para aprender com os grandes mestres e assim conseguir derrotar Abu. Tendo aprendido a utilizar todas as armas e montarias, Jack finalmente encontra-se com Abu e trava com ele uma batalha, Jack vence, e quando está prestes a dar o ataque final, Abu com suas últimas forças o envia para o futuro. No futuro suas habilidades são colocadas realmente em pratica, a cada desafio imposto por Abu, Jack se supera e vai ficando cada vez mais forte, entretanto, apesar de seus esforços, parece nunca conseguir alcançar seu objetivo de voltar ao passado. Na quinta temporada, mesmo tendo enviado ao futuro por Abu, ele não sofre os sinais do tempo, mesmo com o passar de 50 anos, este teve seu corpo imutável e para acabar com a tirania de Abu ele só veria uma escolha derrotar Abu. Jack também acaba recebendo ajuda de Ashi, filha de Abu que se rebela e também se torna a paixão de Jack. Jack tem uma aparência semelhante ao Professor Untonium do desenho As Meninas Superpoderosas, pois ambos foram desenhados pelo mesmo desenhista, Craig McCracken.

### Aku (Abu no Brasil)
(Jap. 悪"Mal", também seu nome pode vir do japonês "Akuma" - demônio) (†) - o principal vilão no desenho animado, mas não desprovido de charme. Aproveitando o fato de Jack ter desaparecido, ele escravizou o mundo, tornando-se uma divindade para alguns que viviam no universo. Um demonio maligno, que foi previamente derrotado pelo pai do samurai Jack. Abu é forte na feitiçaria: ele é capaz de se reencarnar em diferentes animais, seres antropomórficos e até mesmo humanos (no entanto, esta é apenas uma das inúmeras super habilidades do personagem). Além disso, Abu é interessante para o espectador também porque ele, ao contrário de alguns vilões, idosos com idade. Se a última vez que ele foi derrotado por uma espada mágica, a segunda vez ele não vai permitir isso. Após 50 anos, Abu destrói todos os portais existentes para que o samurai nunca volte ao passado, aguardando o momento em que Jack morrerá de velhice. Percebendo que seu inimigo já não envelhece, e seus confrontos tornar-se-ão eternos, Abu se comunica com o seu duplo - um psicoterapeuta. Apesar de mais de 50 anos, ele se tornou mais suave, mas ele não se importa de trabalhar com os rebeldes para sair de sua depressão na série 5. Na série 9, ele confirmou que ele é o pai biológico de Ashi e suas irmãs. No final da série, ele encontrou seu destino nas mãos de Jack, que retornou do futuro. Dublado no Brasil por Mauro Ramos

### Escocês
É o melhor amigo de Jack. Um grande homem vermelho que conheceu Jack em uma ponte suspensa muito longa. No começo, eles eram inimigos, mas depois de uma longa luta perceberam que tinham um objetivo, e mercenários estavam atrás deles. Após 50 anos, ele, aparentemente, significativamente (em contraste com Jack) mudou de aparência. Ele tem cabelos grisalhos com uma barba cinza, onde duas tranças pequenas são tecidas na região inferior e, no meio, uma trança longa, ele muda sua camisa branca para cinza e tem um tapa olho no olho direito. Quanto ao seu arsenal, ele manteve sua espada mágica, teve um minigun na perna esquerda e uma cadeira de rodas para suportar sua nova perna esquerda. Ao longo dos últimos 50 anos, ele não perdeu tempo. Ele tem muitas filhas (cerca de cem), parentes e filhas adotivas, que ele criou como guerreiras para a futura batalha com Aku. Na 5ª série da temporada 5, ele morre dos raios dos olhos de Aku, mas ressuscita como um fantasma ele mesmo no auge da vida por causa da magia das runas em sua espada de runa mágica. Na próxima série da temporada 5, ele está indo com suas filhas para montar um novo exército e encontrar Jack para finalmente acabar com o "grande filho" - Aku. No final da série, ele participa do resgate de Jack com suas filhas. Dublado no Brasil por Domício Costa e Pádua Moreira.

### As filhas de Aku
São um grupo de sete híbridos femininos que nasceram e criaram a Alta Sacerdotisa com o único propósito de matar o samurai Jack. Elas faziam parte da seita Aku e apareceram completamente nos primeiros três episódios da temporada 5. No episódio 6, descobriu-se que elas não estavam em ternos, mas estavam nuas. Desde a infância, sua pele tornou-se escura por causa, presumivelmente, de carvão ou resina. Na série 9 foi confirmado que elas realmente são as filhas de Aku: sua mãe bebeu da xícara a essência de Aku deixada para elas e deu à luz 7 filhas.

### Ashi
É uma das personagens principais da temporada 5, a ex-líder das filhas de Aku, a filha mais velha da Sumo Sacerdotisa e o próprio Aku. Caiu no abismo, quando Jack soltou a corrente, que manteve no final do terceiro episódio. Foi resgatada por Jack. Recusou-se a matá-lo no final do 4º episódio por causa de seus sentimentos conflitantes em relação a Jack e seu objetivo de tornar o mundo um lugar melhor. Na próxima série da temporada 5, ela se tornará uma boa aliada e ajudante para Jack. No 6º episódio, ela limpa a "Capa de Aku", muda de cabelo e cria um traje de folhagem, tornando-se uma menina linda. No final da série 8, ela mostrou seus sentimentos por Jack e se apaixona por ele. Na série 9 foi controlada pela "Capa de Aku" interna, tornando-se novamente a inimiga de Jack. Temendo se tornar uma ameaça a Jack, ela usa parte de sua consciência para esta seja morta por Jack, mas Jack não teve coragem por causa de seus sentimentos e é aprisionado por Aku. No final da série, Jack tenta recuperar a consciência de Ashi e ele confessa seus sentimentos a ela, fazendo ela recuperar do controle que tinha após ser transformada por Aku e passa pro lado de Jack. Depois, ajuda Jack a voltar para o passado, para que ele finalmente destrua Aku. Mas por causa do paradoxo temporário durante seu casamento, ela desmaia, diz adeus a Jack e desaparece como uma anomalia temporária.

## Dubladores

### Elenco da Dublagem
- Guilherme Briggs - Samurai Jack
- Mauro Ramos - Abu (Aku)
- Lauro Fabiano/ Isaac Bardavid - O Imperador
- Domício Costa/ Pádua Moreira - Escocês
- Hamilton Ricardo - Vozes adicionais
- Geisa Vidal - A Imperadora
- Erick Bougleux - Jack criança
- Marisa Leal - Princesa Bia Young Mei
- Angélica Borges - Vozes adicionais
- Sérgio Stern - Vozes adicionais
- Silvia Goiabeira - Vozes adicionais
- Francisco José - Vozes adicionais
- Luiz Sérgio Viera - Vozes adicionais
- Leonardo Serrano - Placas e vozes adicionais
- Rodrigo Oliveira - Vozes adicionais
- Ricardo Vooght - Vozes adicionais
- Hércules Franco - Vozes adicionais
- Márcia Coutinho - Vozes adicionais
- Priscila Amorim - Vozes adicionais
- Marco Moreira - Vozes adicionais
- Luiz Carlos Persy - Vozes adicionais
- Mário Tupinambá Filho - Vozes adicionais
- Maurício Berger - Vozes adicionais
- Izabel Lira - Vozes adicionais
- Alexandre Moreno - Vozes adicionais
- Maíra Góes  - Vozes adicionais
- Christiane Louise - Vozes adicionais
- Mabel Cezar - Vozes adicionais
- Clécio Souto - Vozes adicionais
- Hélio Ribeiro - Vozes adicionais
- Luciano Monteiro - Vozes adicionais
- Thiago Farias - Vozes adicionais
- Fernando Mendonça - Vozes adicionais

### Equipe da Dublagem
- Locutor: Luiz Feier Motta/ Mário Jorge de Andrade/ Malta Júnior
- Diretor de Dublagem: Pádua Moreira/ Manolo Rey
- Tradução: Mário Menezes
- Estúdio: Delart Rio

## Episódios

### Resumo
|  | 1 | 13 (1 Filme) | 10 de agosto de 2001 6 de setembro de 2002                | 3 de dezembro de 2001 29 de novembro de 2002              | Cartoon Network RTP1, RTP2 e Cartoon Network   |
|  | 2 | 13           | 1 de março de 2002 2003                                   | 11 de outubro de 2002 2003                                | Cartoon Network RTP1, RTP2 e Cartoon Network   |
|  | 3 | 13           | 18 de outubro de 2002 2003                                | 26 agosto de 2003 2003                                    | Cartoon Network RTP1, RTP2 e Cartoon Network   |
|  | 4 | 13           | 14 de junho de 2003 2004                                  | 25 de setembro de 2004 2004                               | Cartoon Network RTP1, RTP2 e Cartoon Network   |
|  | 5 | 10           | 11 de março de 2017 5 de maio de 2017 29 de junho de 2022 | 20 de maio de 2017 2 de junho de 2017 29 de junho de 2022 | Adult Swim I.Sat (no bloco Adult Swim) HBO Max |

### 1ª temporada (2001)
| #   | #   | Título | Exibição original      | Exibição no Brasil                                                                                |
| 123 | 123 | Samurai Jack Samurai Jack: The Premiere MovieParte 1 - O Inicio Part 1 - The BeginningParte 2 - O Samurai Chamado Jack Part 2 - The Samurai Called JackParte 3 - A Primeira Luta Part 3 - The First Fight | 10 de agosto de 2001   | 6 de setembro de 2002 (parte 1) 13 de setembro de 2002 (parte 2) 20 de setembro de 2002 (parte 3) |
| 4   | 4   | Jack, the Woolies, and the Chritchellites | 13 de agosto de 2001   | 27 de setembro de 2002                                                                            |
| 5   | 5   | Jack in Space | 27 de agosto de 2001   | 4 de outubro de 2002                                                                              |
| 6   | 6   | Jack and the Warrior Woman | 19 de novembro de 2001 | 11 de outubro de 2002                                                                             |
| 7   | 7   | Jack and the Three Blind Archers | 20 de agosto de 2001   | 18 de outubro de 2002                                                                             |
| 8   | 8   | Jack versus Mad Jack | 15 de outubro de 2001  | 25 de outubro de 2002                                                                             |
| 9   | 9   | Jack Under the Sea | 3 de setembro de 2001  | 2 de novembro de 2002                                                                             |
| 10  | 10  | Jack and the Lava Monster | 12 de outubro de 2001  | 9 de novembro de 2002                                                                             |
| 11  | 11  | Jack and the Scotsman | 29 de outubro de 2001  | 16 de novembro de 2002                                                                            |
| 12  | 12  | Jack and the Gangsters | 26 de novembro de 2001 | 22 de novembro de 2002                                                                            |
| 13  | 13  | Aku's Fairy Tales | 3 de dezembro de 2001  | 29 de novembro de 2002                                                                            |

### 2ª temporada (2002)
| #  | #  | Título                                  | Exibição original      | Exibição no Brasil |
| 14 | 1  | Jack Learns To Jump Good                | 1 de março de 2002     | 2003               |
| 15 | 2  | Jack Tales                              | 8 de março de 2002     | 2003               |
| 16 | 3  | Jack and the Smackback                  | 15 de março de 2002    | 2003               |
| 17 | 4  | Jack and the Scotsman II                | 22 de março de 2002    | 2003               |
| 18 | 5  | Jack and the Ultra-robots               | 29 de março de 2002    | 2003               |
| 19 | 6  | Jack Remembers the Past                 | 5 de abril de 2002     | 2003               |
| 20 | 7  | Jack and the Monks                      | 12 de abril de 2002    | 2003               |
| 21 | 8  | Jack and the Farting Dragon             | 6 de setembro de 2002  | 2003               |
| 22 | 9  | Jack and the Hunters                    | 13 de setembro de 2002 | 2003               |
| 23 | 10 | Jack versus Demongo, the Soul Collector | 20 de setembro de 2002 | 2003               |
| 24 | 11 | Jack Is Naked                           | 27 de setembro de 2002 | 2003               |
| 25 | 12 | Jack and the Spartans                   | 4 de outubro de 2002   | 2003               |
| 26 | 13 | Jack's Sandals                          | 11 de outubro de 2002  | 2003               |

### 3ª temporada (2002-2003)
| #    | #    | Título                                             | Exibição original      | Exibição no Brasil |
| 27   | 1    | Chicken Jack                                       | 18 de outubro de 2002  | 2003               |
| 28   | 2    | Jack and the Rave                                  | 1 de novembro de 2002  | 2003               |
| 29   | 3    | The Good, the Bad, and the Beautiful               | 8 de novembro de 2002  | 2003               |
| 30   | 4    | Jack and the Zombies                               | 25 de outubro de 2002  | 2003               |
| 31   | 5    | Jack in Egypt                                      | 22 de novembro de 2002 | 2003               |
| 32   | 6    | Jack and the Traveling Creatures                   | 26 de abril de 2003    | 2003               |
| 33   | 7    | Jack and the Creature                              | 3 de maio de 2003      | 2003               |
| 34   | 8    | Jack and Swamp Monster                             | 10 de maio de 2003     | 2003               |
| 35   | 9    | Jack and the Haunted House                         | 17 de maio de 2003     | 2003               |
| 36   | 10   | Jack, the Monks, and the Ancient Master's Son      | 31 de maio de 2003     | 2003               |
| 3738 | 1112 | The Birth of Evil: Part 1The Birth of Evil: Part 2 | 16 de agosto de 2003   | 2003               |
| 39   | 13   | Jack and the Labyrinth                             | 26 de agosto de 2003   | 2003               |

### 4ª temporada (2003-2004)
| #    | #  | Título                                                 | Exibição original      | Exibição no Brasil |
| 40   | 1  | Samurai versus Ninja                                   | 14 de junho de 2003    | 2004               |
| 41   | 2  | Robo-Samurai versus Mondo Bot                          | 21 de junho de 2003    | 2004               |
| 42   | 3  | Samurai versus Samurai                                 | 28 de junho de 2003    | 2004               |
| 43   | 4  | The Aku Infection                                      | 5 de novembro de 2003  | 2004               |
| 44   | 5  | The Princess and the Bounty Hunters                    | 12 de novembro de 2003 | 2004               |
| 4546 | 67 | Scotsman Saves Jack: Part 1Scotsman Saves Jack: Part 2 | 23 de agosto de 2003   | 2004               |
| 47   | 8  | Jack and the Flying Prince and Princess                | 19 de novembro de 2003 | 2004               |
| 48   | 9  | Jack versus Aku                                        | 24 de novembro de 2003 | 2004               |
| 49   | 10 | The Four Seasons of Death                              | 25 de setembro de 2004 | 2004               |
| 50   | 11 | Tale of X9                                             | 25 de setembro de 2004 | 2004               |
| 51   | 12 | Young Jack in Africa                                   | 25 de setembro de 2004 | 2004               |
| 52   | 13 | Jack and the Baby                                      | 25 de setembro de 2004 | 2004               |

### 5ª temporada (2017)
| #  | #  | Título | Exibição original   | Exibição no Brasil |
| 53 | 1  | XCII   | 11 de março de 2017 | 5 de maio de 2017  |
| 54 | 2  | XCIII  | 18 de março de 2017 | 5 de maio de 2017  |
| 55 | 3  | XCIV   | 25 de março de 2017 | 12 de maio de 2017 |
| 56 | 4  | XCV    | 8 de abril de 2017  | 12 de maio de 2017 |
| 57 | 5  | XCVI   | 15 de abril de 2017 | 19 de maio de 2017 |
| 58 | 6  | XCVII  | 22 de abril de 2017 | 19 de maio de 2017 |
| 59 | 7  | XCVIII | 29 de abril de 2017 | 26 de maio de 2017 |
| 60 | 8  | XCIX   | 6 de maio de 2017   | 26 de maio de 2017 |
| 61 | 9  | C      | 13 de maio de 2017  | 2 de junho de 2017 |
| 62 | 10 | CI     | 20 de maio de 2017  | 2 de junho de 2017 |

## Filme
| #   | #   | Título                                        | Exibição original |
| 123 | 123 | Samurai Jack Samurai Jack: The Premiere Movie | 10 de agosto de 2001 (Todas as Partes) 6 de setembro de 2002 (Parte 1) 13 de setembro de 2002 (Parte 2) 20 de setembro de 2002 (Parte 3) |